# Соціальний інтелект
Соціальний інтелект — сукупність здібностей, що визначає успішність соціальної взаємодії. Включає в себе здатність розуміти поведінку іншої людини, свою власну поведінку, а також здатність діяти відповідно до ситуації.
Поняття соціального інтелекту часто пов'язують з поняттям емоційного інтелекту, позаяк ідея емоційного інтелекту виросла з соціального. Однак більшість авторів вважають, що ці поняття просто перетинаються.
Дж. Гілфорд  був першим дослідником, що підійшов до проблеми соціального інтелекту з точки зору вимірювання. Він розробив тест соціального інтелекту і, крім того, припустив, що соціальний інтелект є одиницею, що не залежить від загального інтелектуального фактора, однак пов'язаною з пізнанням інформації про поведінку 